# Comté d'Ottawa (Michigan)
Pour les articles homonymes, voir Comté d'Ottawa.
Le comté d'Ottawa (Ottawa County en anglais) est un comté situé à l'ouest de la péninsule inférieure de l'État du Michigan. Son siège est situé à Grand Haven.

## Géographie
Le comté a une superficie de 4 227 km2, dont 1 465 km2 est de terres émergées.
Lors du recensement de 2000, la population était de 328 314 habitants. Le comté a de grandes populations d'origine néerlandaise (45 % du total) et allemande (26 %).

### Comtés adjacents
- Comté de Muskegon (nord)
- Comté de Kent (est)
- Comté d'Allegan (sud)

## Activités
Le comté est le site d'accueil depuis 1958 de l'université d'État de Grand Valley.